# Csomó (kötélen)

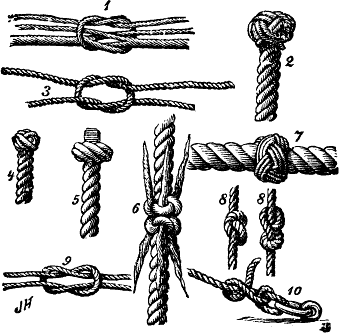
csomózási fajták

A csomó kötélhez történő rögzítésére kialakított hurok. Sok típusa ismert és ezek különböző tulajdonságokkal rendelkeznek. Bizonyos csomókat csak a kötél végéhez hozzáférve lehet megkötni, másokat akár a kötél „közepére” is.

## Fontos szempontok
- oldhatóság
- bomlékonyság terhelés alatt
- terhelhetőség
- egyszerű köthetőség

## Csomók fő típusai
- rögzítő
- toldó

## Ismertebb és gyakori csomók
- bulin csomó(wd)
- perec csomó
- ívelt kettős csomó
- egyszerű kettős csomó
- kofacsomó
- halászcsomó
- a solymász csomó egy kézzel megköthető, stabil, terheléskor önszoruló, és könnyedén oldható is. A solymászatban  általánosan használt, ahol a bal kézzel a madarat tartják.